# New South Wales Country Eagles

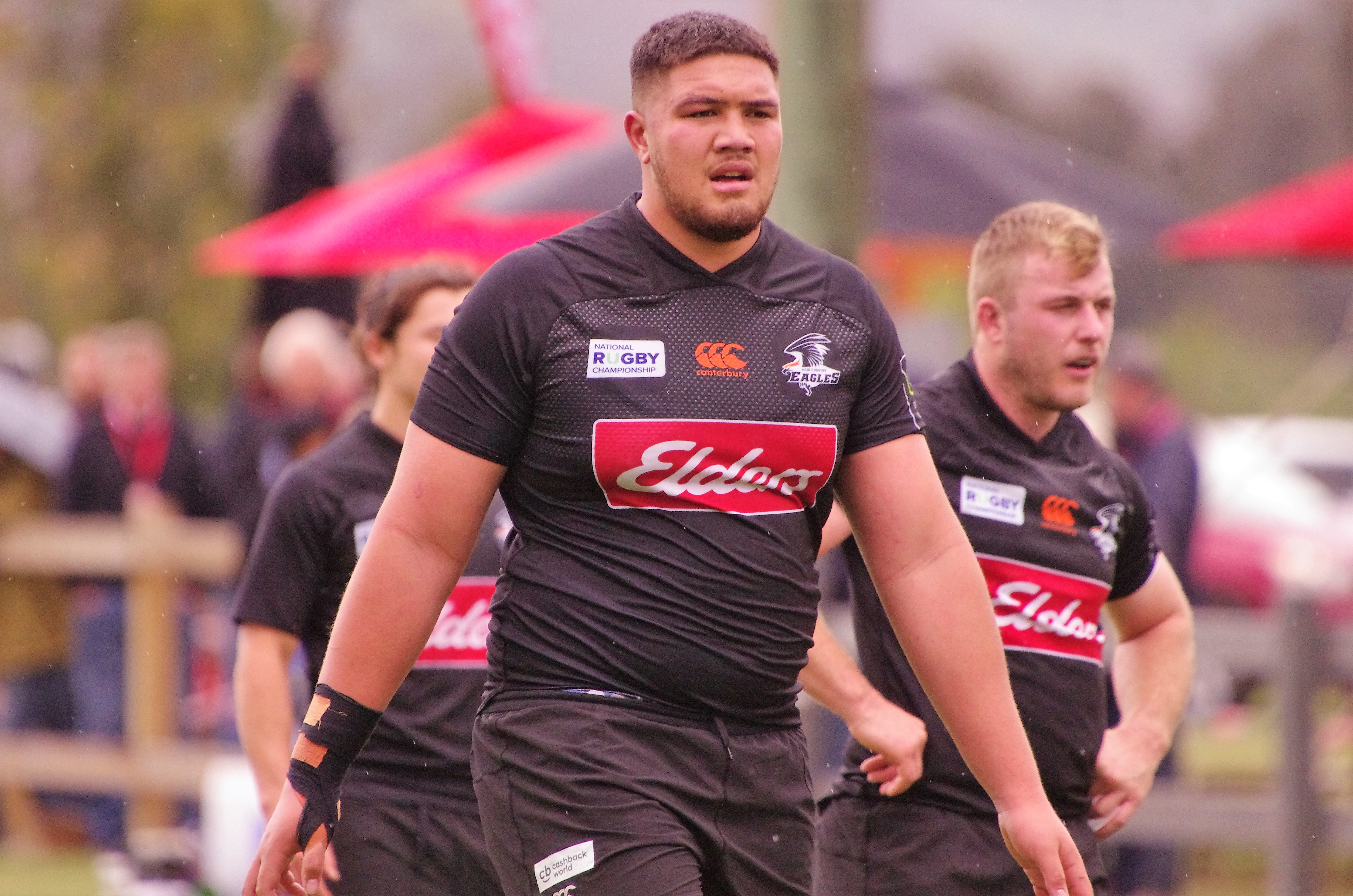
NSW Country Eagles en octobre 2018

Les New South Wales Country Eagles ou  NSW Country Eagles sont un club de rugby à XV australien, situé en Nouvelle-Galles du Sud, qui évolue dans le National Rugby Championship. L'équipe des Eagles joue ses matches à domicile dans les centres régionaux de la Nouvelle-Galles du Sud, notamment à Lismore, Dubbo et Orange ainsi qu'à Sydney.

## Nom et couleurs
Les Eagles portent les couleurs traditionnelles noir et jaune ambre de la New South Wales Country. Leur emblème est l'aigle d'Australie qu'on peut observer en Nouvelle-Galles du Sud.

## Clubs associés
Le Easts Rugby Club et le club de Randwick sont des clubs partenaires.

## Joueurs célèbres
- Kyle Godwin
- Talalelei Gray
- Stephen Hoiles
- Tolu Latu
- Cameron Treloar